# Impeachment Andrew Johnsona

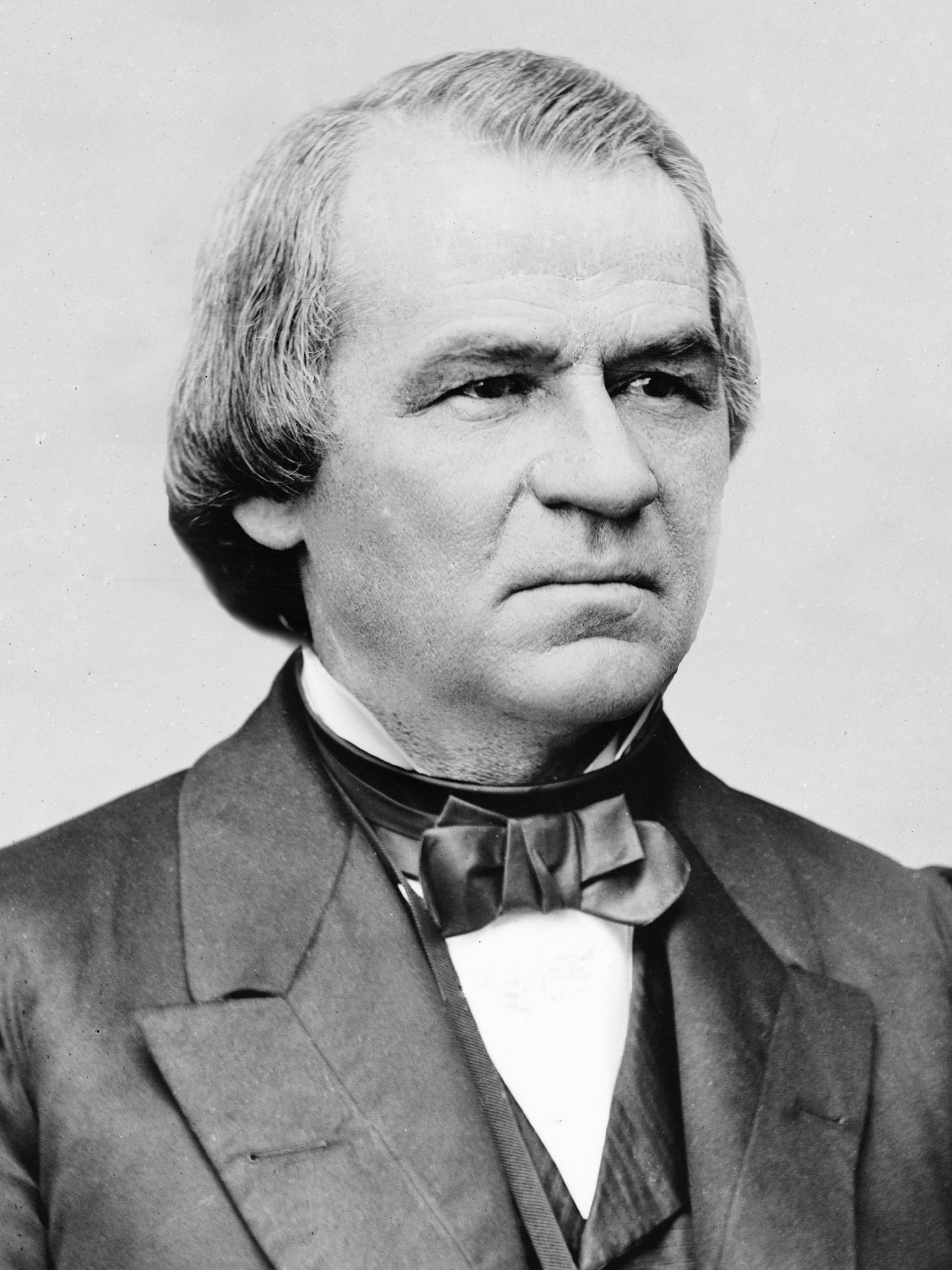
Andrew Johnson w latach 70. XIX wieku

Impeachment Andrew Johnsona – wydarzenie polityczne w historii Stanów Zjednoczonych, mające na celu usunięcie z urzędu prezydenta Andrew Johnsona. Miało ono miejsce w latach 1867–1868.

## Konflikt na linii prezydent – Kongres

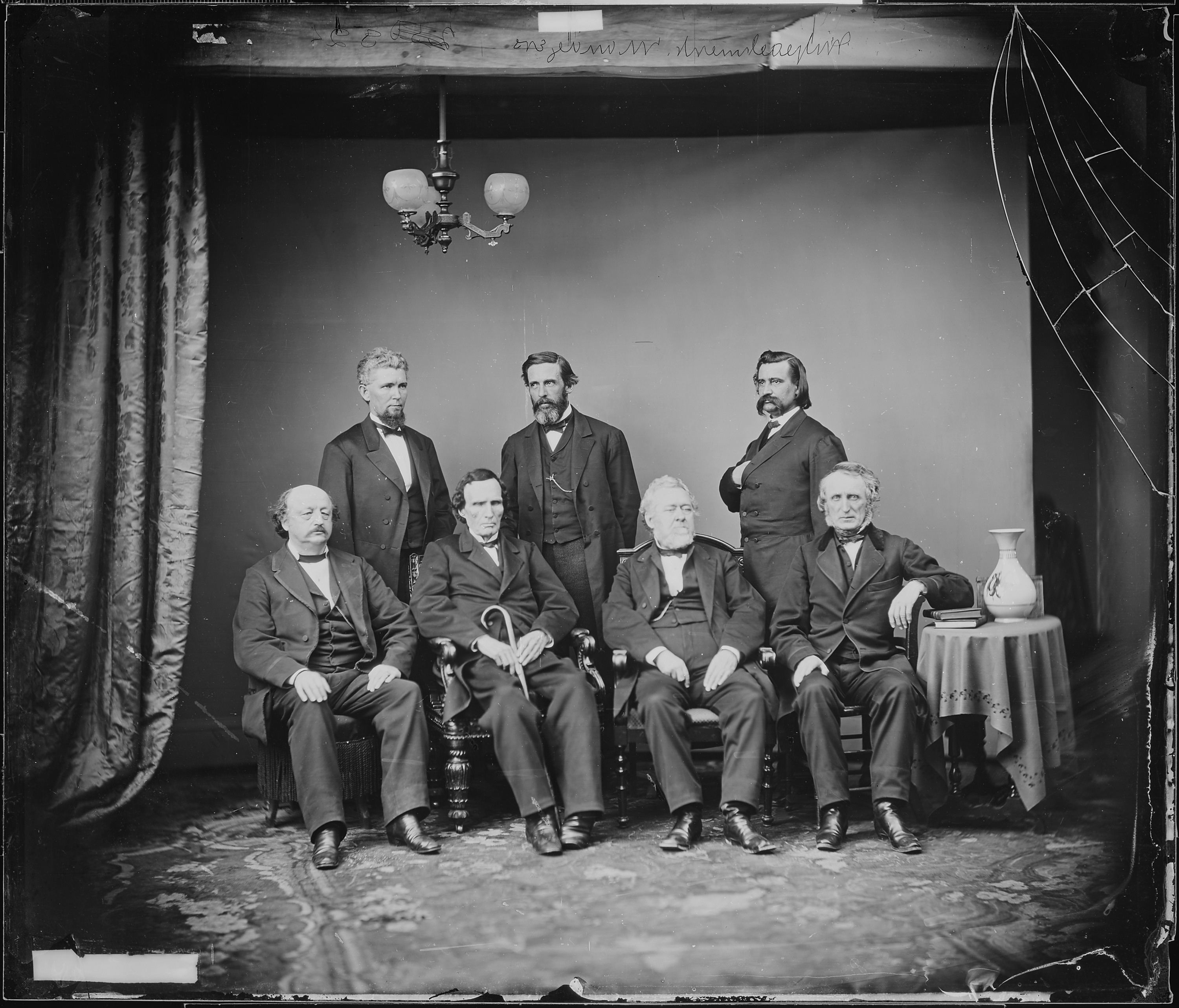
Rzecznicy oskarżenia prezydenta

Po śmierci Abrahama Lincolna władzę przejął ówczesny wiceprezydent Andrew Johnson. Mimo że Lincoln był republikaninem, Johnson był demokratą i pochodził z Tennessee, czyli stanu konfederackiego za czasów wojny secesyjnej. Jeszcze jako wiceprezydent budził niechęć wśród radykalnego skrzydła Partii Republikańskiej.
Głównym powodem antagonizmów była propozycja Johnsona, by proces rekonstrukcji kraju prowadzić drogą pokoju i dialogu, podczas gdy radykałowie, tacy jak Thaddeus Stevens, opowiadali się za zbrojną okupacją Południa i całkowitym równouprawnieniem Afroamerykanów. Inny z liderów radykałów, przewodniczący Senatu Benjamin Wade uważał ponadto, że powrót Konfederacji do Unii spowodowałby ponowne połączenie się demokratów z Północy i Południa, co zagroziłoby pozycji Partii Republikańskiej. W grudniu 1865 roku powołano Komisję ds. Rekonstrukcji, której zadaniem było zadecydowanie, czy zbuntowane stany można bezpiecznie przyjąć do Unii. Radykalni Republikanie stanowili wówczas mało liczne grono w swoim obozie, które jednak szybko się rozrosło, gdy prezydent zawetował ustawy Freedmen’s Bureau (o zwalczaniu dyskryminacji rasowej w sądach wojskowych) oraz Civil Rights Bill (o prawach obywatelskich czarnoskórych obywateli). Johnson uzasadniał swoją decyzję niezgodnością poprawek z Konstytucją. W wyniku wyborów do Kongresu w 1866 republikanie uzyskali większość 2/3 głosów, więc byli zdolni odrzucić prezydenckie weto. Aby zapewnić, że ustawy te nie zostaną w przyszłości zakwestionowane, ich zapisy zostały włączone do XIV poprawki do Konstytucji.
Ponieważ dziesięć byłych stanów konfederackich ją odrzuciło, XIV poprawka nie mogła być ratyfikowana. Republikanie podjęli zatem liczne środki, aby jej zapisy i tak wcielić w życie, we wszystkich stanach, które chciały powrócić do Unii. Johnson, uważając że przy uchwalaniu nowego prawa naruszono Konstytucję, ponownie sprzeciwił się ustawom, jednak jego weta zostały odrzucone w Kongresie. Na początku 1867 roku do Komisji Prawnej Izby Reprezentantów wpłynął pierwszy wniosek o złożenie z urzędu Johnsona, jednak kongresmani stosunkiem głosów 108:57 odrzucili projekt. 2 marca tegoż roku Kongres uchwalił dwie ustawy, ograniczające rolę prezydenta: „Ustawę o długości kadencji” (Tenure of Office Act), zabraniającą zwolnienia członka gabinetu bez zgody Senatu, oraz „Ustawę o zwierzchnictwie nad armią” (Command of Army Act), przekazującą władzę nad siłami zbrojnymi naczelnemu dowódcy armii i zapewniającą jego nieusuwalność z urzędu bez zgody Senatu. Aby nie dopuścić do unieważnienia reform przez Sąd Najwyższy, 27 marca Kongres uchwalił prawo pozbawiające go jurysdykcji w sprawach o naruszenie habeas corpus. Prezydent zawetował ustawy z 2 marca, lecz oba weta zostały odrzucone przez Kongres.

## Impeachment

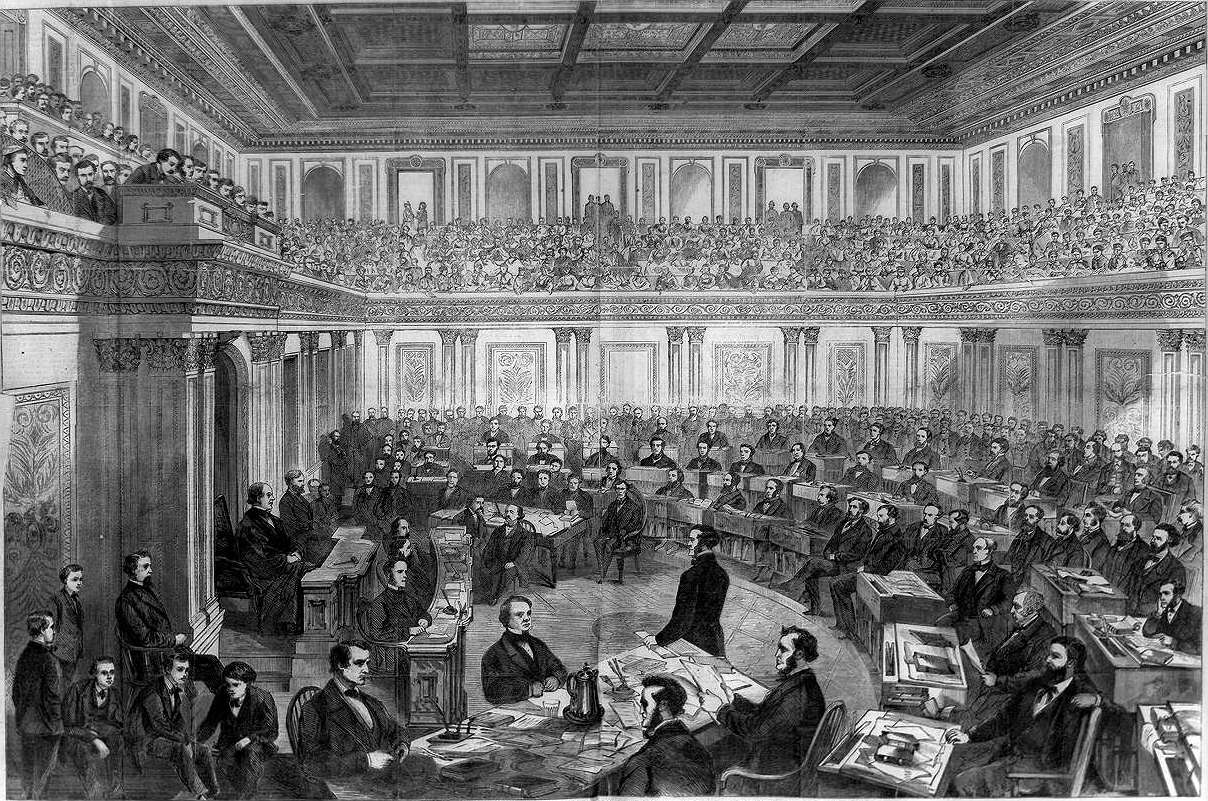
Proces impeachmentu w Senacie

Zirytowany napiętymi relacjami z reprezentantami władzy ustawodawczej, 5 sierpnia 1867 Johnson zwrócił się z prośbą do sekretarza wojny Edwina Stantona o złożenie dymisji, podejrzewając go słusznie o sympatyzowanie z radykałami. Wobec odmowy Stantona prezydent zwolnił go ze stanowiska (wbrew Tenure of Office Act) i powołał na jego miejsce generała Ulyssesa Granta. Stanton jeszcze przez jakiś czas utrzymywał się na stanowisku, gdyż zabarykadował się w budynku Departamentu Wojny, lecz ostatecznie Grant przejął nowe obowiązki. Jednakże w styczniu 1868 generał zrezygnował ze stanowiska i powrócił do wojska, a Johnson 21 lutego powołał generała Lorenza Thomasa na wakujące po Grancie stanowisko. Zdymisjonowany Stanton postawił za to Thomasa przed sądem za bezprawne zajęcie urzędu, natomiast radykałowie złożyli w Kongresie wniosek o złożenie prezydenta z urzędu, jako uzasadnienie podając zdradę stanu.
W przypadku złożenia wniosku o impeachment Izba Reprezentantów debatuje i głosuje nad jego zasadnością, a gdy uzna pozwanego winnym, kieruje sprawę do Senatu, który przeprowadza właściwy proces sądowy. Izba niższa sformułowała łącznie jedenaście zarzutów, spośród których dziewięć odnosiło się do Ustawy o długości kadencji, dziesiąty mówił o naruszeniu Ustawy o zwierzchnictwie nad armią, a ostatni zawierał zarzut o formułowanie „nierozsądnych, skandalicznych i jątrzących przemówień”. 24 lutego 1868, po dwudniowej debacie, Izba Reprezentantów stosunkiem głosów 126:47 uznała prezydenta winnym i skierowała sprawę do Senatu. 5 marca sprawa trafiła do Senatu, gdzie trybunałowi sądzącemu prezydenta przewodniczył prezes Sądu Najwyższego Salmon Chase. Prezydent chciał uczestniczyć w rozprawie, ale jego doradcy skutecznie odradzili mu to rozwiązanie, więc oskarżonego reprezentowali obrońcy, a wśród nich sędzia Sądu Najwyższego Benjamin Curtis. Głównym argumentem obrony w kwestii zdymisjonowania sekretarza wojny był fakt, że Stanton był powołany jeszcze w gabinecie Lincolna, więc Tenure of Office Act nie miało tu zastosowania. Oskarżyciele odmawiali przyjęcia dowodów obrony, a Senat nie zgadzał się na przesłuchanie członków gabinetu. Dopuszczono jednak świadków obrony: Johna Shermana i Lorenza Thomasa.
Do wyroku skazującego niezbędne było poparcie 36 spośród 54 senatorów, czyli większości 2/3 głosów. Radykałowie byli pewni poparcia 30 senatorów, natomiast zwolennicy prezydenta mieli po swojej stronie 12 głosów. Pozostałe 12 osób było niezdecydowane. Krótko przed końcowym głosowaniem pięciu spośród niezdecydowanych postanowiło poprzeć akt oskarżenia, więc do skazania brakowało jednego głosu. 7 maja przewodniczący Chase ogłosił czterodniową przerwę w obradach, w czasie której radykalni republikanie prowadzili w prasie propagandę na rzecz skazania Johnsona. 11 maja, gdy trybunał zebrał się ponownie, czterech kolejnych senatorów postanowiło stanąć po stronie prezydenta. Wobec takiego obrotu sprawy następnego dnia radykałowie wymusili przesunięcie głosowania na 16 maja. W tym czasie dwóch kolejnych niezdecydowanych postanowiło głosować za uniewinnieniem. W efekcie jedynym senatorem, który nie określił swojego stanowiska, był radykalny republikanin Edmund G. Ross z Kansas. W głosowaniu imiennym Ross uznał Johnsona niewinnym, co zadecydowało o tym, że wniosek oskarżenia został odrzucony stosunkiem głosów 35:19. Radykałowie usiłowali jeszcze przesunąć datę dalszych głosowań o 10 dni, ale rezultat był ten sam. 26 maja Senat ponownie zagłosował za uniewinnieniem prezydenta.
Zachowanie niezdecydowanych republikanów, którzy głosowali za uniewinnieniem, historycy tłumaczą dwojako. Pierwszym powodem była obawa, że impeachment trwale zdyskredytuje instytucję prezydenta jako władzy wykonawczej i zaszkodzi urzędowi w przyszłości. Drugą przyczyną była niechęć republikanów do Benjamina Wade’a, który jako przewodniczący Senatu przejąłby tymczasowo obowiązki prezydenta w przypadku złożenia Johnsona z urzędu. Wynik głosowania w Senacie rozczarował radykałów, lecz Johnson do końca kadencji pozostawał bierny w kwestiach rekonstrukcji Południa i pozwolił Kongresowi przeprowadzić reformy. Niespełna pół wieku później, w 1926 roku Sąd Najwyższy zrehabilitował Johnsona, stwierdzając, że prezydent ma prawo zdymisjonować członka gabinetu bez zgody izby wyższej.